# ハリケーン照
ハリケーン照（ハリケーンてる、本名照喜名 俊三（てるきな しゅんぞう）、1952年2月3日 - 2014年1月）は、日本の元プロボクサー。第34・36代日本バンタム級王者。プロ現役時代は石川ボクシングジム所属。
沖縄県那覇市出身。沖縄県立沖縄工業高等学校卒業。

## 来歴
沖縄工業高校在学中はアマチュアで活動。
卒業後に上京し、1970年9月23日、石川ジムよりプロデビュー。
1979年7月16日、阿南弘生を2回KOで倒し日本バンタム級王座奪取。
初防衛戦で阿南とのダイレクトリマッチを返り討ちにする。
1980年1月28日、モントリオールオリンピック日本代表からプロ転向した石垣仁に判定で敗れ王座陥落。
リングネームをハリケーン・テルからハリケーン照に改め、ダイレクトリマッチで9回KO勝利し王座に返り咲く。
日本王座4度防衛後、1981年9月22日に愛知県体育館でルペ・ピントールのWBC世界バンタム級王座に挑戦、健闘を見せるも最終15回に力尽きKO負け。
その後日本王座返上。1982年1月28日、その日本王座を獲得した磯上修一に挑むも判定負け。
11月16日、磯上に再挑戦も敗れ引退。
一時は運送会社に勤務しながら後進の指導に当たっていた。
2014年1月17日、東京都福生市の自宅で死亡しているのを発見された。死後1週間から10日経過していたと見られる。享年62。

## 戦績
- プロボクシング：51戦35勝 (15KO) 13敗 3分け

## 獲得タイトル
- 第34代日本バンタム級王座（防衛1）
- 第36代日本バンタム級王座（防衛4=返上）